# Valevatjy
Valevatjy (belarusiska: Валевачы) är en agropolis i Belarus. Den ligger i voblasten Minsks voblast, i den centrala delen av landet, 40 km öster om huvudstaden Minsk. Valevatjy ligger 178 meter över havet och antalet invånare är 562.

## Natur och klimat
Terrängen runt Valevatjy är platt. Närmaste större samhälle är Smіlavіtjy, 9,5 km väster om Valevatjy.
Omgivningarna runt Valevatjy är en mosaik av jordbruksmark och naturlig växtlighet. Runt Valevatjy är det ganska glesbefolkat, med 24 invånare per kvadratkilometer.